# Fère-en-Tardenois
Fère-en-Tardenois è un comune francese di 3 370 abitanti situato nel dipartimento dell'Aisne della regione dell'Alta Francia.

## Società

### Evoluzione demografica
Abitanti censiti

## Luoghi e monumenti d'interesse

### La chiesa
La chiesa di Saint-Macre di Fère-en-Tardenois fu ricostruita nel XVI secolo e classificata monumento storico nel 1920.
Vi si possono ammirare:
- Vetrate moderne;
- una cassa contenente le reliquie di santa Macra, vergine martirizzata nel IV secolo;
- un organo  ricostruito nel 1990 che viene utilizzato per registrazioni e concerti;
- le vetrate restaurate di Maurice Denis, fondatore della scuola di pittura del Nabis, rappresentante gli evangelisti Luca e Giovanni, una volta posti nel coro, oggi posti sui pilastri al fondo della navata.

### Le halle

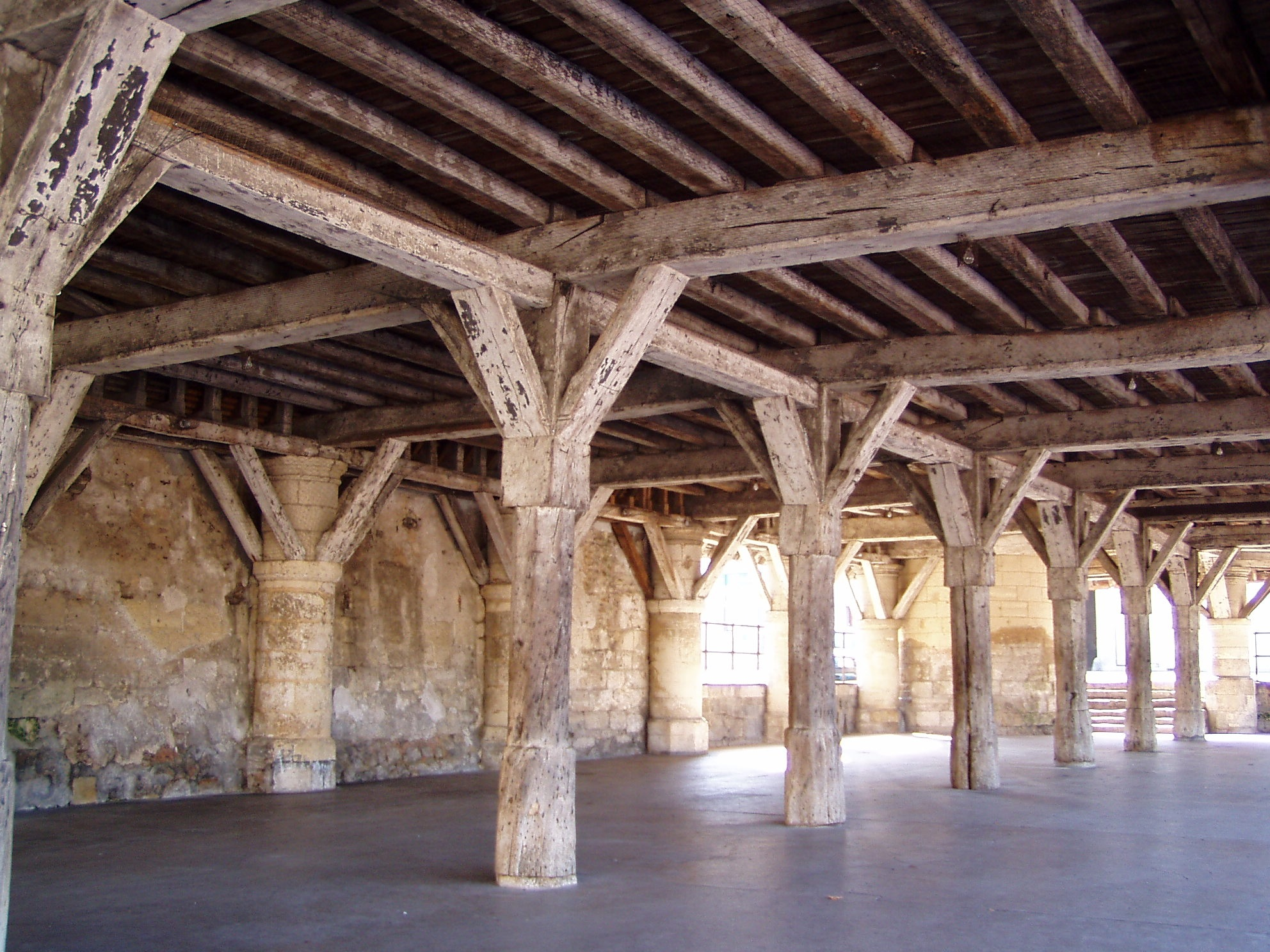
L'interno delle halle.

Gli antichi mercati coperti per il frumento, classificati monumento storico nel 1921, furono costruiti nel 1540.

### La cappella di Villemoyenne
Cappella classificata nel 1928.

### Il castello di Fère-en-Tardenois
Il castello di Fère-en-Tardenois fu costruito tra il 1206 e il 1260 da Roberto di Dreux, nipote di Luigi VI, detto il Grosso, re di Francia. Esso appartenne alla prima casa dei Valois-Orléans, Valois-Angoulême. Nel 1528, la madre di Francesco I l'offrì al connestabile Anne de Montmorency per il suo matrimonio. Quest'ultimo lo fece trasformare, facendo costruire in particolare il suo grande ponte coperto, attribuito all'architetto Jean Bullant.
La Corona lo confiscò dopo il supplizio di Enrico II di Montmorency. Esso fu reso poco dopo a Carlotta di Montmorency, sposa del Principe di Condé. Esso passò quindi al ramo cadetto dei Condé, i principi di Conti, e in seguito al duca d'Orléans, padre di Philippe Égalité. Quest'ultimo lo demolì in parte nel 1779 allo scopo di rendersi popolare e ne vendette i materiali e i mobili. I suoi creditori s'impadronirono del rimanente e lo vendettero all'asta a Parigi nel 1793.
Il castello di Fère-en-Tardenois, classificato monumento storico, si caratterizza principalmente per la presenza di un ponte monumentale che attraversa i fossati (che oggi sono a secco). Questo ponte che, fatte le debite proporzioni, ricorda molto quello di  Chenonceau, aveva una volta due livelli: il primo serviva da passaggio mentre quello superiore era una sala consacrata al gioco e alla vita mondana. Un'ampia porta tra due torricelle apre sulla corte, un ettagono irregolare, fiancheggiato da sette torrette circolari, oggi in rovina.
Il territorio di caccia di circa 250 ettari, che una volta apparteneva al castello, oggi è proprietà dello Stato e costituisce l'attuale foresta di Fère-en-Tardenois.
L'ultimo proprietario del castello, Raymond de la Tramerie, inumato vicino ai ruderi, ne fece dono al consiglio generale dell'Aisne.
Il fascino di queste rovine con la bellezza del luogo hanno fatto sì che un hotel di lusso è stato installato nei fabbricati d'epoca in prossimità del castello.